# Thicker than Water (Beverly Hills, 90210)
Thicker Than Water is de zeventiende aflevering van het vierde seizoen van het tienerdrama Beverly Hills, 90210, die voor het eerst werd uitgezonden op 12 januari 1994.

## Verhaal
Davids drugsverslaving begint steeds meer uit de hand te lopen. Wanneer hij niet meer aan crystal meth kan komen, besluit hij medicijnen uit het kantoor van zijn vader te stelen. Later krijgt hij de opdracht om op Erin te passen. Samen met haar gaat hij naar het park, waar hij in slaap valt op een bankje. Als hij wakker wordt, blijkt Erin spoorloos te zijn. De politie en media worden ingelicht en Jackie, Mel en Kelly zijn radeloos. Uiteindelijk wordt ze teruggebracht naar het politiebureau door iemand die haar opmerkte. David voelt zich schuldig en geeft aan Kelly toe drugs te gebruiken.
Brandon, Brenda, Steve en Donna gaan een weekend weg om te skiën. Donna wordt verliefd op een skileraar, Chad. Na een dag met hem te hebben doorgebracht, geeft ze echter toe nog niet over haar ex-vriend David heen te zijn. Ondertussen gaat Andrea na klachten een bezoekje aan de dokter te brengen. Ze vreest aids te hebben, maar krijgt de verrassende aankondiging zwanger te zijn.
Dylan brengt zijn dag door met Erica en leert haar surfen. In het zwembad krijgt ze last van haar eerste menstruatie. Dylan weet niet hoe hij met de situatie om moet gaan en zoekt hulp bij Cindy. Jim vertelt hem dat Suzanne geen last heeft van geldproblemen en hem dus oplicht. Wanneer hij haar hiermee confronteert, vertelt zij niet zeker te weten of Erica Jacks dochter is, aangezien ze in die tijd meerdere bedpartners had.

## Rolverdeling
- Jason Priestley - Brandon Walsh
- Shannen Doherty - Brenda Walsh
- Jennie Garth - Kelly Taylor
- Ian Ziering - Steve Sanders
- Gabrielle Carteris - Andrea Zuckerman
- Luke Perry - Dylan McKay
- Brian Austin Green - David Silver
- Tori Spelling - Donna Martin
- Carol Potter - Cindy Walsh
- James Eckhouse - Jim Walsh
- Matthew Laurance - Mel Silver
- Ann Gillespie - Jackie Taylor
- Kerrie Keane - Suzanne Steele
- Noley Thornton - Erica McKay
- Pepper Sweeney - Chad
- Zachary Throne - Howard
- José Angel Santana - Detective Miller
- April Peterson & Arielle Peterson - Erin Silver